# Zella-Mehlis
Zella-Mehlis est une ville du district de Schmalkalden-Meiningen, en Thuringe, Allemagne. Elle est située dans la forêt de Thuringe, 5 km au nord de Suhl et 20 km à l'est de Meiningen.
En cette ville se trouvait de 1886 à 1945 l'usine de fabrication d'armes Carl Walter GmbH, qui produisit entre autres le Walther P38.
Jumelages avec Saint-Martin-d'Hères, Andernach et Gemünden am Main.

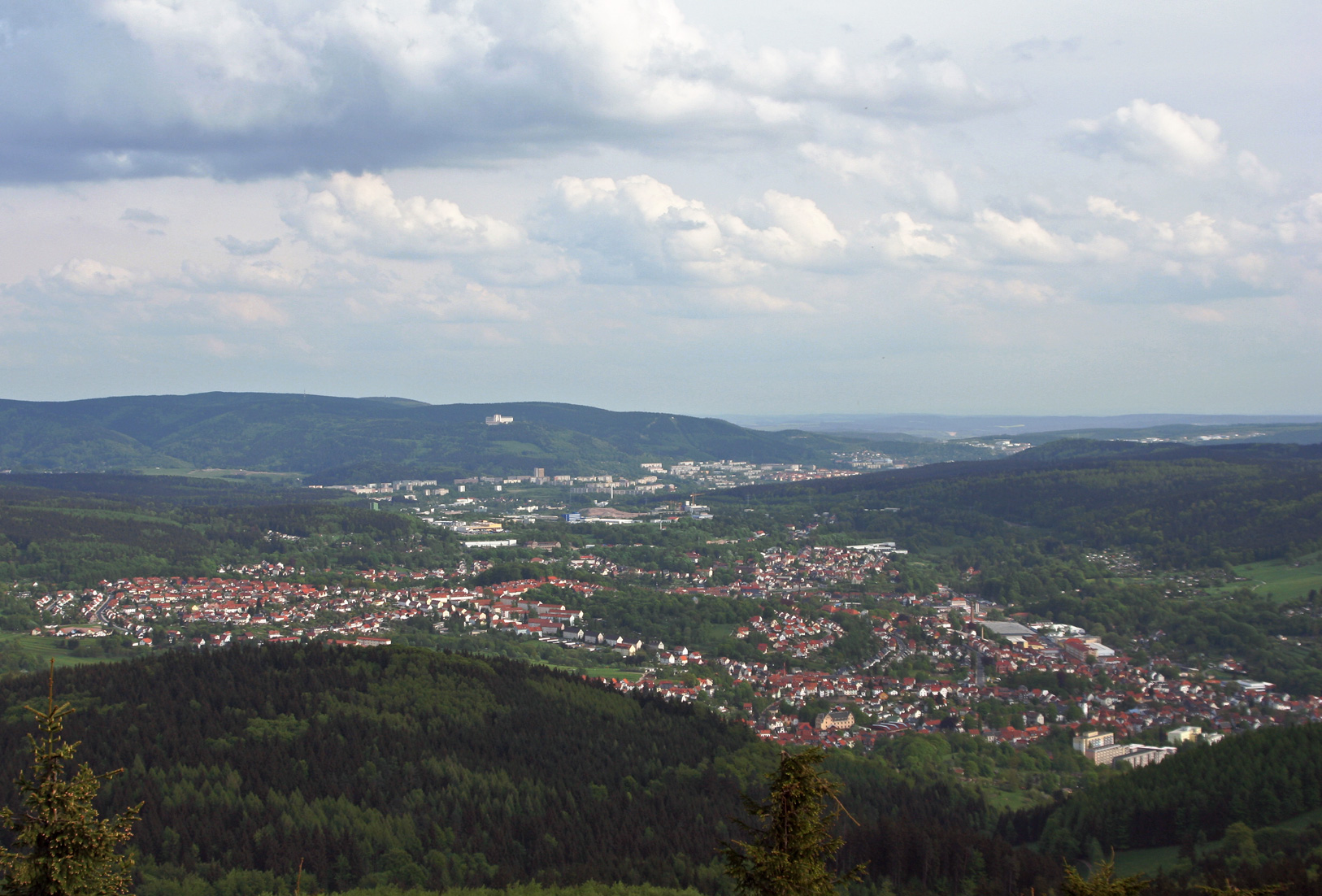
Vue sur Zella-Mehlis et la partie nord de Suhl

## Histoire
| Appartenances historiques Duché de Saxe-Weimar 1583–1640 Duché de Saxe-Gotha 1640–1680 Duché de Saxe-Gotha-Altenbourg 1680–1826 Duché de Saxe-Cobourg et Gotha 1826–1918 République de Weimar 1918–1933 Reich allemand 1933–1945 Allemagne occupée 1945–1949 République démocratique allemande 1949–1990 Allemagne 1990–présent |

## Jumelages
- Saint-Martin-d'Hères (France) depuis 1967
- Andernach (Allemagne)
- Gemünden am Main (Allemagne)